# Kenneth Dement
Kenneth Lee Dement, född 13 februari 1933 i Poplar Bluff i Missouri, död 15 februari 2013 i Cape Girardeau i Missouri, var en amerikansk utövare av amerikansk fotboll (tackle), som år 1998 valdes in i College Football Hall of Fame.
Dement draftades 1955 av New York Giants efter en framgångsrik tid inom collegefotbollen. Han hade studerat vid Southeast Missouri State University och framgångarna meriterade utöver College Football Hall of Fame även valet 2002 in i Southeast Missouri Athletics Hall of Fame. Dements tröjnummer 40 har pensionerats av Southeast Missouri Redhawks. Trots att han blev NFL-draftad, valde Dement att tjänstgöra i USA:s marinkår istället. Efter militärtjänstgöringen avlade Dement juristexamen vid Washington University och arbetade som jurist.